# ЮАР на летних Олимпийских играх 2004
ЮАР принимала участие в Летних Олимпийских играх 2004 года в Афинах (Греция) в семнадцатый раз за свою историю, и завоевала одну золотую, три серебряные и две бронзовые медали.
| Золото  |                                                                |                                                          |            |
| №       | Спортсмены                                                     | Вид спорта (дисциплина)                                  | Дата       |
| 1       | Роланд Марк Шёман, Рик Нитлинг, Линдон Фернс и Дариан Тоунсенд | Плавание (эстафета 4×100 метров вольным стилем, мужчины) | 15 августа |
| Серебро |                                                                |                                                          |            |
| №       | Спортсмены                                                     | Вид спорта (дисциплина)                                  | Дата       |
| 1       | Роланд Марк Шёман                                              | Плавание (100 метров вольным стилем, мужчины)            | 18 августа |
| 2       | Мбулаени Мулаудзи                                              | Плавание (200 метров вольным стилем, мужчины)            | 28 августа |
| 3       | Хестри Клоэт                                                   | Лёгкая атлетика (прыжки в высоту, женщины)               | 28 августа |
| Бронза  |                                                                |                                                          |            |
| №       | Спортсмены                                                     | Вид спорта (дисциплина)                                  | Дата       |
| 1       | Роланд Марк Шёман                                              | Плавание (50 метров вольным стилем, мужчины)             | 20 августа |
| 2       | Донован Чех Рамон ди Клементе                                  | Академическая гребля (двойки, мужчины)                   | 21 августа |

## Результаты соревнований

### Академическая гребля
В следующий раунд из каждого заезда проходили несколько лучших экипажей (в зависимости от дисциплины). В финал A выходили 6 сильнейших экипажей, остальные разыгрывали места в утешительных финалах B-E.
Мужчины
| Соревнование | Спортсмены                    | Предварительный заезд | Предварительный заезд | Предварительный заезд | Отборочный заезд | Отборочный заезд | Отборочный заезд | Полуфинал | Полуфинал | Полуфинал | Финал   | Финал   | Итоговое место |
| Соревнование | Спортсмены                    | Заезд                 | Время                 | Место                 | Заезд            | Время            | Место            | Заезд     | Время     | Место     | Время   | Место   | Итоговое место |
| ------------ | ----------------------------- | --------------------- | --------------------- | --------------------- | ---------------- | ---------------- | ---------------- | --------- | --------- | --------- | ------- | ------- | -------------- |
| двойки       | Донован Чех Рамон ди Клементе | 2                     | 6:57,06               | 1 Q                   | не участвовали   | не участвовали   | не участвовали   | 2         | 6:28,48   | 3 Q       | Финал A | Финал A | 3              |
| двойки       | Донован Чех Рамон ди Клементе | 2                     | 6:57,06               | 1 Q                   | не участвовали   | не участвовали   | не участвовали   | 2         | 6:28,48   | 3 Q       | 6:33,40 | 3       | 3              |